# M. John Harrison
M. John Harrison, właśc. Michael John Harrison, pseud. Gabriel King i Joyce Churchill (ur. 26 lipca 1945 w Rugby, Wielka Brytania) – brytyjski pisarz fantasy, tworzący jako także recenzent i krytyk fantastyki. W wywiadach określa siebie jako anarchistę, natomiast według Michaela Moorcocka w dziełach Harrisona jest bardzo wiele odwołań do ideologii anarchistycznej, a jako najlepszy przykład podaje powieść The Centauri Device.

## Twórczość[4]

### SeriaViriconium(inne języki)[5]
- Pastelowe miasto (The Pastel City, 1971)
- Skrzydlaty sztorm (A Storm of Wings, 1980)
- W Viriconium (In Viriconium, tytuł wyd. amerykańskiego: The Floating Gods, 1982)
- Viriconium Nights (1984) – zbiór opowiadań

Trzy powieści i siedem opowiadań ze świata Viriconium wydano w jednym tomie nazwanym Viriconium (2000, wyd. polskie 2009).

### Cykl o Trakcie Kefahuchiego
- Światło(inne języki) (Light, 2002, wyd. polskie Mag 2010)
- Nova Swing(inne języki) (Nova Swing, 2006, wyd. polskie Mag 2011)
- Pusta przestrzeń (Empty Space, 2012, wyd. polskie Mag 2013)

### Inne powieści
- The Committed Men (1971)
- Urządzenie Centauryjskie (The Centauri Device, 1975, wyd. polskie Mag 2022)[7]
- Climbers (1989)
- Droga Serca (The Course of the Heart, 1992, wyd. polskie Mag 2014)
- Signs of Life (1997)
- The Sunken Land Begins to Rise Again (2020)

### Zbiory opowiadań
- The Machine in Shaft Ten and Other Stories[7] (1975)
- The Ice Monkey (1984)
- Viriconium Nights (1985)
- Things That Never Happen (2002)

### Powieść graficzna
- The Luck in the Head (1991) – wraz z Ianem Millerem(inne języki), na podstawie jednego z opowiadań Viriconium

### Jako Gabriel King[1]
Wszystkie powieści zostały napisane wspólnie z Jane Johnson.
- The Wild Road (1997)
- The Golden Cat (1998)
- The Knot Garden (2000)
- Nonesuch (2002)

## Nagrody[4]

### Zdobyte
- 1989: Boardman Tasker Prize for Mountain Literature za Climbers
- 1999: Nagroda Richarda Evansa[8]
- 2003: Nagroda Jamesa Tiptree Jr. za Światło
- 2007: Nagroda im. Arthura C. Clarke’a za Nova Swing
- 2008: Nagroda im. Philipa K. Dicka za Nova Swing

### Nominacje
- 1982: Guardian Fiction Prize(inne języki) za Viriconium